# John Wesley Harding
John Wesley Harding ist das achte Studioalbum des amerikanischen Musikers Bob Dylan. Es erschien am 27. Dezember 1967 auf dem Plattenlabel Columbia Records und wurde von Bob Johnston produziert.
Nach einer von Rockmusik geprägten Schaffensphase und einem Rückzug aus der Öffentlichkeit kehrte der Singer-Songwriter hier zu einfachen Songstrukturen zurück und bediente sich erstmals Country-Einflüssen. John Wesley Harding wurde für Dylan zu einem kommerziellen Erfolg.

## Entstehung
Nach einem Motorradunfall im Juli 1966 hatte sich Bob Dylan zur Genesung über ein halbes Jahr vollständig aus der Öffentlichkeit zurückgezogen. Er entschied sich, der getriebenen und manischen Hektik sowie der aufzehrenden Aufmerksamkeit um seine Person aus dem Weg zu gehen und sein Wohl in privater Abgeschiedenheit zu suchen. In einem Landhaus in der Künstlerkolonie Woodstock am Rand der Catskill Mountains fand Dylan im Kreis seiner Familie Besinnung und Neuorientierung. Dies gab Gerüchten über einen endgültigen Rückzug vom Musikgeschäft reichlich Nahrung und ließ Dylans weitere Karrierepläne vollkommen offen. Erst im Sommer 1967 schienen sich die Vorzeichen in seinem Leben wieder zu ändern, denn er verlängerte zum einen seinen Plattenvertrag mit Columbia Records und begann wieder intensiv zu musizieren. Zusammen mit seinen Begleitmusikern von The Band – wie sich die Gruppe inzwischen nannte – spielte er im Keller des Hauses „Big Pink“ die legendären Basement Tapes ein, die zunächst nur inoffiziell als Raubpressungen kursierten.
Beeinflusst von diesen lockeren, ungezwungenen Sessions, ließ sich Dylan von seinem Produzenten Bob Johnston zu Aufnahmen für ein offizielles Studioalbum überreden. Schließlich begann er im Spätherbst 1967 mit dem Schreiben neuer Songs, die allerdings nichts mehr mit der quirligen Verrücktheit seiner Stücke vor dem Unfall zu tun hatten, indem er sich sehr einfachen Songstrukturen und Liedinhalten zuwandte. Dylan kehrte in die Columbia Music Row Studios nach Nashville (Tennessee) zurück und an lediglich drei Aufnahmetagen (17. Oktober, 6. und 29. November 1967) spielte er die Lieder für das Album John Wesley Harding ein. Für die wenigen Takes benötigte er insgesamt nur zwölf Stunden. Seinen sparsamen, aber dennoch effektiven Hintergrund füllten die drei Studiomusiker – Pete Drake (Pedal-Steel-Gitarre), Charlie McCoy (Bass) und Kenny Buttrey (Schlagzeug) – aus. Nach Abschluss der Aufnahmen ging Dylan die Bänder mit dem The Band-Gitarristen Robbie Robertson durch, um die insgesamt sehr schlichten, fast spröden Einspielungen gegebenenfalls noch durch weitere Tonspuren zu ergänzen. Doch die Songs blieben unverändert – in gewisser Weise die akustische Variante der Basement-Tapes.
Der Album-Titel und der Eröffnungssong beziehen sich auf die historische Figur John Wesley Hardin (1853–1895), einen Revolverhelden des Wilden Westens. Auf dem Foto der Schallplattenhülle posiert Dylan mit einer Hilfskraft seines Managers Albert Grossman sowie zwei bengalischen Baul-Musikern. In der Rindenstruktur des Baumes dahinter glaubten einige Interpretatoren das auf dem Kopf stehende Porträt der Beatles zu erkennen.

## Inhalt und Bedeutung
Die LP John Wesley Harding leitete eine Periode ein, in der sich Dylans Leben und Werk von vergangenen Exzessen distanzierten und der Mäßigung zuwandten. Damit widerspricht es allem, wofür das Vorgängeralbum Blonde on Blonde steht. Dylan bedient sich sehr strengen, fast schematischen Songstrukturen, die jedes Stück bis auf eine Ausnahme in ein dreistrophiges Korsett mit und ohne Refrain zwängen. Einzig The Ballad Of Frankie Lee And Judas Priest verlässt dieses Muster und reiht elf Strophen balladenartig aneinander. Mit seiner minimalistischen Ausrichtung sowie dem klaren und akustischen Sound gilt das Album als Antithese zur extravaganten, psychedelischen Rockmusik, die 1967/68 ihren Höhepunkt erreichen sollte. Doch John Wesley Harding ist nur vordergründig betrachtet eine simple und unauffällige Folk-Rock-Platte, die in Wirklichkeit durch eine äußerst wirkungsvolle Bescheidenheit, qualitative Reduzierung und klare Form beherrscht wird.
Die Texte erzählen durchgängig relativ klar zugängliche Parabeln, frei von surrealistischen und verklausulierten Bilderwelten. Sie handeln von Geschichten über Hobos und Outlaws, von der Suche nach dem eigenen Ich und quälenden Zwiegesprächen, die er mit Alltagssprache und Folklore vermischt. Inhaltlich geht Dylan insgesamt zu einem neuen Mitgefühl über. Einem Gefühl von musikalischer, physischer, spiritueller und religiöser Ruhe. Vielfach bedient er sich Anspielungen auf biblische und jüdische Mystizismen, mit denen er sich in dieser Zeit nachweislich intensiv beschäftigt. Sicherlich atmet John Wesley Harding erstmals seit den frühen Sechziger Jahren den Geist Woody Guthries und der Tod seines „letzten Helden“ am 3. Oktober 1967 dürfte Dylan tief bewegt und einen gewissen Einfluss auf das Werk gehabt haben. Das Lied All Along The Watchtower ist nicht nur der Schlüsselsong des Albums, sondern einer der bedeutendsten Dylan-Songs überhaupt. Hier dokumentiert sich die persönliche Entwicklung des Künstlers: Heraus aus den politischen, später dann surrealistisch-poetischen Visionen hin zu einer geläuterten, sehr individuellen, durchaus auch mystisch empfänglichen Persönlichkeit. Das kompakte Lied wurde 1968 in der Fassung des Gitarristen Jimi Hendrix ein Welterfolg. Auch Dylan greift in seinen Konzerten immer wieder auf den Song zurück, es ist der von ihm selbst am häufigsten interpretierte Titel seines gesamten Werks. Dabei widmet er das Stück stets dem früh verstorbenen Hendrix. Mit Down Along the Cove und I'll Be Your Baby Tonight beschließen zwei einfache, schlichte Liebeslieder das Album, die bereits starke Einflüsse von Country-Musik aufweisen. Dieser Musikrichtung sollte sich Dylan auf dem Nachfolgeralbum Nashville Skyline vollständig zuwenden.
Objektiv betrachtet, war John Wesley Harding bis zur Mitte der 1970er Jahre Dylans letzte große Platte, wie auch sein Biograf Michael Gray festhält:

„Ein meisterhafter Beitrag zum Katalog des amerikanischen Liedguts, in seiner Strenge in fast calvinistischem Geist.“

Aus dem Titel The Ballad of Frankie Lee and Judas Priest entlehnte die britische Heavy-Metal-Band Judas Priest ihren Namen.

## Charts
Obwohl Dylan zwischen 1966 und 1974 keine Tournee absolvierte und nur wenige Live-Auftritte bei ausgesuchten Konzerten bestritt, hatte John Wesley Harding nach seiner Veröffentlichung eine durchschlagende Wirkung und wurde ein kommerzieller Erfolg. Ohne Tour-Promotion verkauften sich noch in der ersten Woche schätzungsweise 250.000 Exemplare. Die Verkaufszahlen beförderten die LP in Großbritannien für insgesamt 13 Wochen (3. März – 11. Mai und 19. Mai – 8. Juni 1968) auf Platz 1 der UK-Album-Charts und auf Platz 2 der US-Billboard-Charts.
Das Lied I'll Be Your Baby Tonight war in der Coverversion von Robert Palmer und der Reggae-Band UB40 im Jahr 1990 eine Hit-Single.

## Titelliste
Alle Songs wurde von Bob Dylan geschrieben.
LP Seite 1
1. John Wesley Harding – 2:57
2. As I Went Out One Morning – 2:49
3. I Dreamed I Saw St. Augustine – 3:53
4. All Along the Watchtower – 2:31
5. The Ballad of Frankie Lee and Judas Priest – 5:35
6. Drifter's Escape – 2:52

LP Seite 2
1. Dear Landlord – 3:16
2. I Am a Lonesome Hobo – 3:19
3. I Pity the Poor Immigrant – 4:12
4. The Wicked Messenger – 2:03
5. Down Along the Cove – 2:23
6. I'll Be Your Baby Tonight – 2:35